# Specjalny rodzaj kontrastu
Specjalny rodzaj kontrastu – album grupy 1984.
Pierwsze wydanie debiutanckiej płyty zespołu, która nigdy nie ujrzała światła dziennego. Ponieważ nie zachowała się żadna oryginalna taśma-matka, wszystkie zawarte na tej płycie nagrania pochodzą z amatorskich kopii.

## Lista utworów
źródło:.
1. „Pierwszy śnieg” – 4:10
2. „Wstajemy na raz, śpiewamy na dwa” – 4:18
3. „Święto urodzaju” – 5:20
4. „Ferma hodowlana” – 4:15
5. „Zaśpiewaj wojowniku” – 6:29
6. „Manitou” – 3:54
7. „Zabiłem pająka” – 4:07
8. „Pierwszy dzień zmartwychwstania” – 6:44
9. „Ferma hodowlana” – 3:49
10. „Sztuczne oddychanie” – 2:47
11. „Radio Niebieskie Oczy Heleny” – 6:49
12. „Wstajemy na raz, śpiewamy na dwa” – 4:17
13. „Tu nie będzie rewolucji” – 2:23
14. „Specjalny rodzaj kontrastu” – 4:07
15. „Biała chorągiewka” – 2:59
16. „Czas pokonanych” – 3:29
17. „Pod szkłem” – 1:46
18. „Pierwszy front” – 1:45
19. „Niech płoną sny” – 3:57
20. „Komisariat” – 1:48

- Utwory 1-8 (materiał Specjalny rodzaj kontrastu) nagrano w RSC Studio w Rzeszowie pomiędzy grudniem 1987 a kwietniem 1988 r.
- Utwory 9-12 zarejestrowano w 1987 r. w studiu Programu III Polskiego Radia na zamówienie Rozgłośni Harcerskiej.
- Utwory 13-16 zarejestrowano w 1986 r. w Teatrze im. Wandy Siemaszkowej w Rzeszowie.
- Utwory 17-20 zarejestrowano wiosną 1986 r. w Osiedlowym Domu Kultury "Tysiąclecie" w Rzeszowie.

## Autorzy
źródło:.
- Piotr Liszcz (Mizerny) – gitara, gitara akustyczna, bas, klawisze, śpiew; muzyka i słowa
- Paweł Tauter (Czester) – śpiew
- Sławomir Starosta – klawisze (1-8)
- Dariusz Marszałek (Czarny) – bębny (1-12)
- Wojciech Trześniowski (Pancerny) – bas (9-20)
- Janusz Gajewski (Borys) – bębny (13-20)

- Realizacja nagrań: Andrzej Szczypek (1-8), Leszek Kamiński (9-12).
- Remastering: Daniel Kleczyński
- Projekt logo: Jacek Szner
- Koncepcja graficzna: Maciej Dobosz
- Projekt graficzny i DTP: Daniel Kleczyński